# Klasses julkalender
Klasses julkalender var SVT:s julkalender 1992 och var direktsänd. Den handlar om Klasse Möllberg, som bor uppe i ett litet härbre i svenska skogens högsta gran. Där bor han och har allmänt julkul, och sjunger och spelar gitarr.

## Figurer
Samtliga spelades av Klasse Möllberg.
- Tomtenissen Nisse -  bor uppe på loftet, sköter lucköppningen i julkalendern genom att springa och klättra ute i granen. Nisse "jammar" (spelar och sjunger) även med nissarna som kommer upp till Nisse nästan varje dag.
- Klasse Kock - har ett inslag i kalendern som heter Klasse Kocks julmathörna där han lagar olika maträtter inför julen.
- Hemlige Arne - har ett inslag i kalendern där han lär ut olika bustips. Han är för övrigt kalenderns busfrö.
- Professor Fnasse - har ett inslag i kalendern där han gör olika kluriga uppfinningar.

### Övriga medverkande
- Lasse Åberg
- Pernilla Wiberg
- Janne Schaffer
- Kalle Moraeus
- After Shave
- Anders Eriksson
- Anders Berglund
- Björn Skifs
- Ingemar Stenmark
- Charlie Norman
- Roger Tallroth
- Anders Forsslund
- Bortalaget
- Highway Stars
- Kalypsoorkestern

## Tävlingar och inslag
- Det dagliga rimmet – Klasse har ett inslaget paket med tillhörande rim. Barn får ringa in och gissa på vad som finns i paketet och på så sätt vinna innehållet. Förutom paketet kan det barn som kommit fram också vinna andra priser genom ett memory.
- Hemlige Arnes vinterspel – Hemlige Arne, Lasse Åberg och Pernilla "Pillan" Wiberg tävlar i olika grenar.
- Snögubbetävlingen – De sju skidorterna uppe i Sälen tävlar om att bygga finast snöskulptur. Vinnaren belönas med Klasses julkalenders snögubbetävlingspokal.
- Granpyntsinskickning – Klasse pyntar två granar och granar nere i källaren med inskickat granpynt från barn.
- Granens nyheter – Barn skickar in små nyheter som har hänt i sin närhet, de nyheterna läser Klasse upp i Granens nyheter.
- Grantoppen – Klasse sjunger en låt som har något med dagens luckinnehåll att göra. Lasse Holm, Janne Schaffer och Torgny Söderberg har komponerat sångerna, Sture Nilsson har skrivit texterna.

## Papperskalender

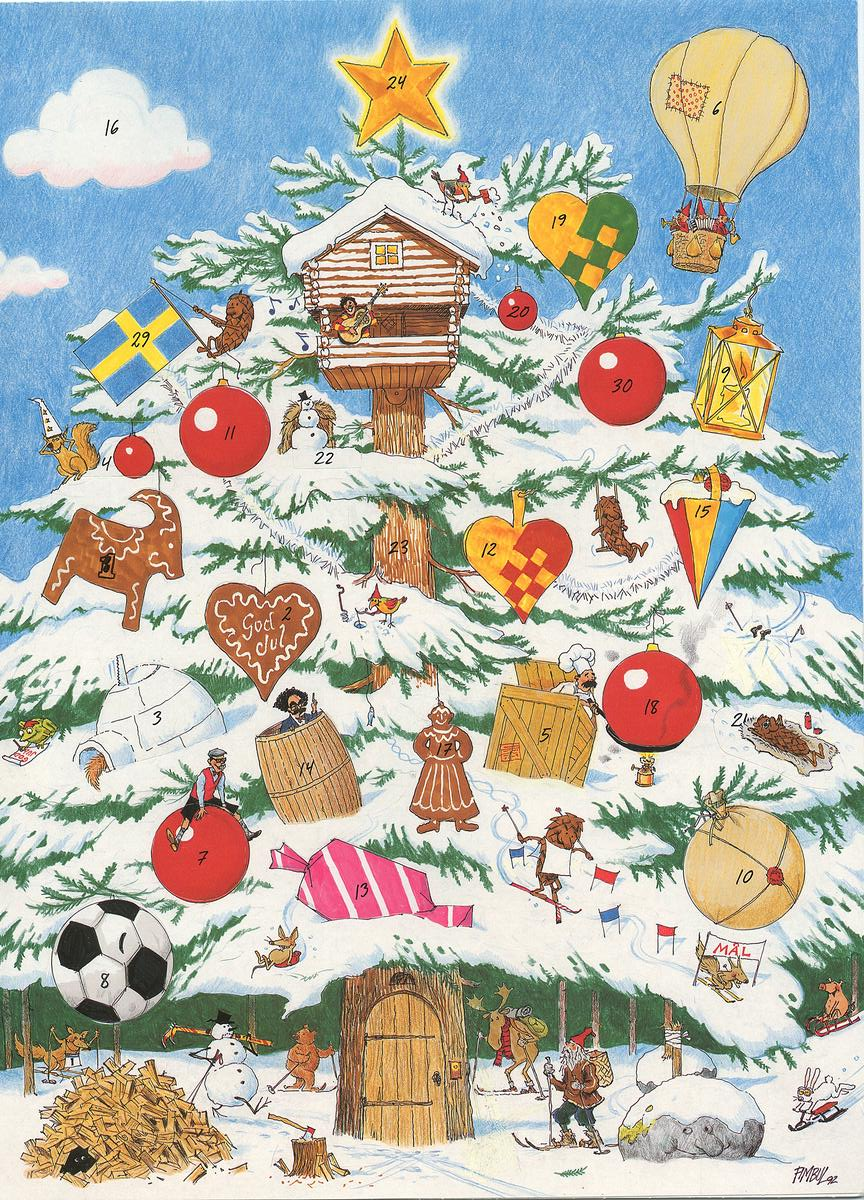
Papperskalendern

Papperskalendern visar den stora granen i vintermiljö. Klasse som sitter på sin balkong i stugan, högst upp på granen, och spelar gitarr. Några tomtar åker i en luftballong bredvid granen. 

## Musik
Musiken från julkalendern släpptes på CD och LP 1992 på skivmärket Big Bag Records. Skivan hette Klasses julskiva och innehåller låtar och sånger från kalendern.

### Låtlista
1. Vi blir små... (Instrumental)
2. Klasses julkalender
3. Jultomten kommer
4. Viktor Vinterblad
5. Fira jul med Fantomen
6. Jag ger dig julen
7. En god jul
8. Snögubben är naken
9. Julen knackar på
10. Varför blir en råtta aldrig riktigt mätt?
11. Korv
12. Cliff och julgrisen
13. Hej tomtegubbar
14. Nissens juljoddel
15. Nissens sång
16. Vi blir små när det är jul

## Utgivning
Den 21 oktober 2009 kom kalendern ut på DVD. 

### Fotnoter
1. ↑  Bakomslaget till dvd-utgåvan
2. ↑  ”Julkalendrar”. Arkiverad från originalet den 27 oktober 2014. https://web.archive.org/web/20141027033913/http://helgo.net/emma/julkalendrar.php?y=1992&t=tv. Läst 2 april 2011.
3. ↑  ”Klasses julskiva”. Discogs. 5 mars 1992. http://www.discogs.com/Klasse-M%C3%B6llberg-Klasses-Julskiva/release/5684810. Läst 19 juni 2015.
4. ↑  ”Svensk mediedatabas”. http://smdb.kb.se/catalog/id/001479263. Läst 5 april 2011.
5. ↑  ”Svensk mediedatabas”. http://smdb.kb.se/catalog/id/002566900. Läst 4 april 2011.